# Śluza Kamienna

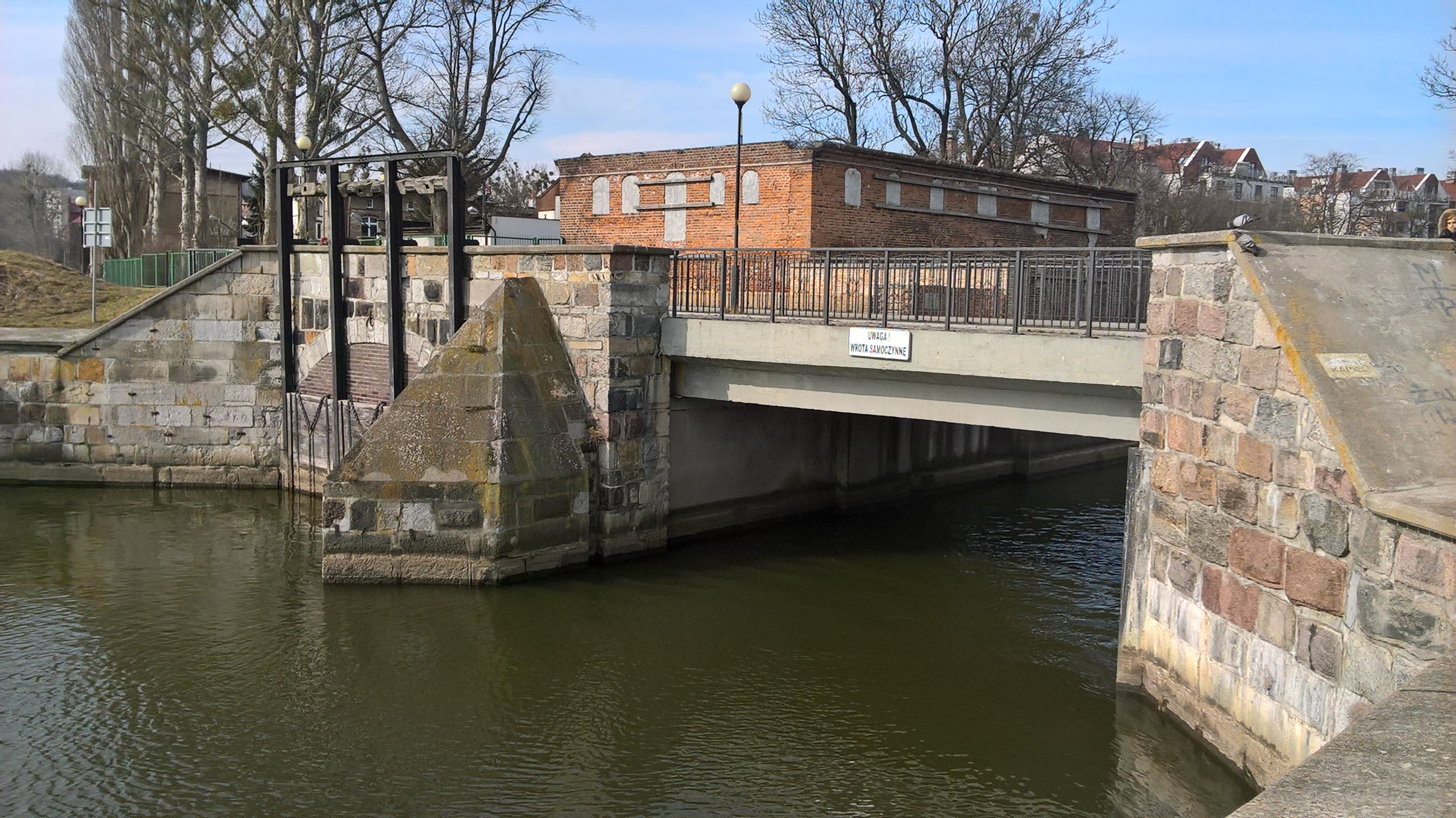
Steinschleuse (rechts), Zulauf zur Mühle (links) und deren Ruine (2018)

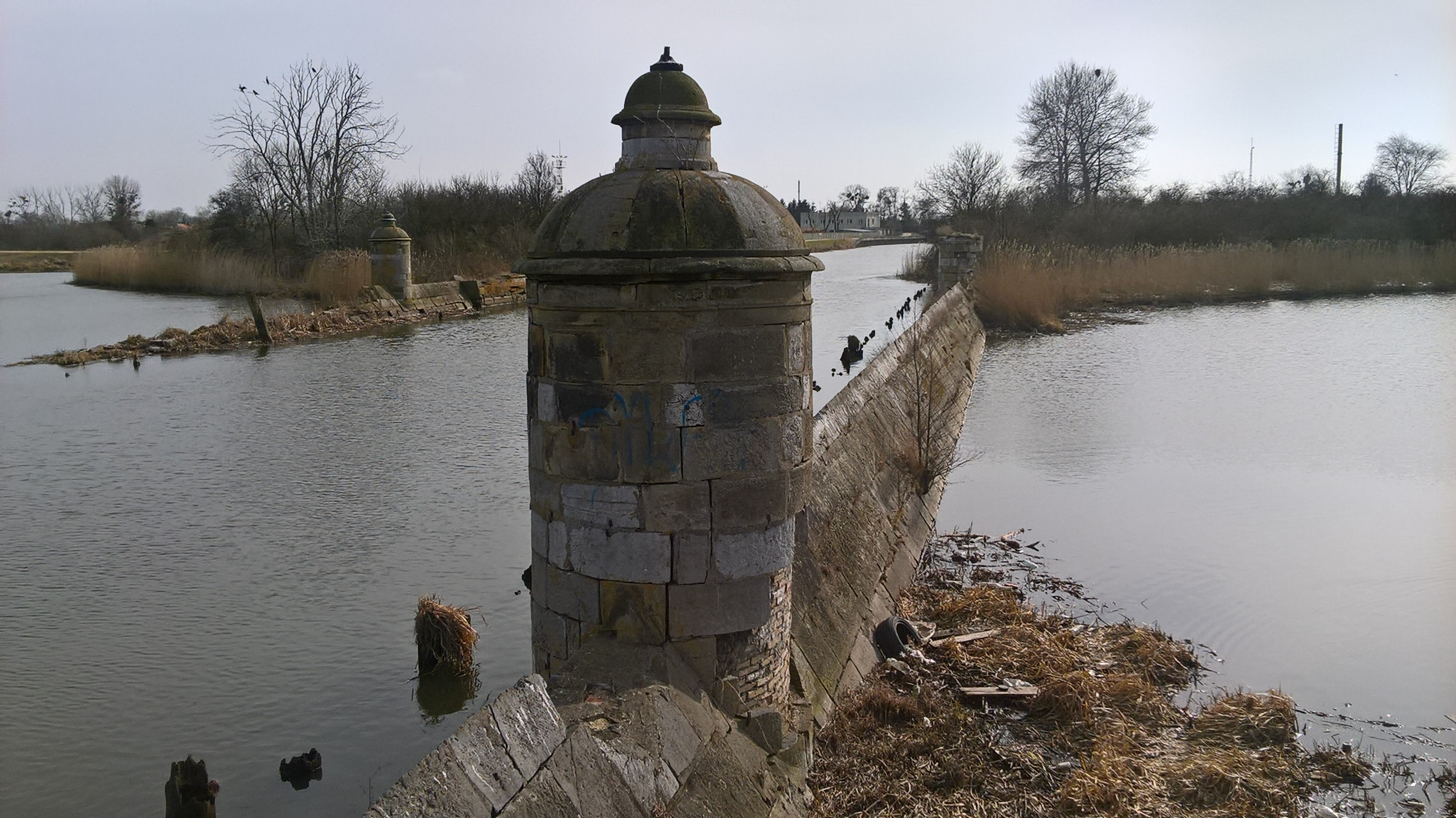
Blick von der nordwestlichen „Jungfrau“ zu den Lünetten (2011)

Die Śluza Kamienna (deutsch Steinschleuse, bis 1650 Hauptschleuse) ist ein Baudenkmal in Danzig, Woiwodschaft Pommern, Polen. Die eigentliche Schleuse wurde bis 1623 errichtet und diente dazu, den Wasserstand im Hafen und vor den Stadtwällen zu regulieren. Die Anlage wurde zwischen 1649 und 1711 erweitert.

## Lage
Die Schleuse liegt zwischen den Stadtbezirken Śródmieście (Stadtmitte) mit dem Stadtteil Dolne Miasto (Niederstadt) und Olszynka (Groß und Klein Walddorf). Sie liegt zwischen den noch bestehenden Bastionen Żubr (Auerochs oder Maidloch) im Westen und Wilk (Wolf) im Osten, südlich der heutigen Straßen Grodza Kamienna und Reduta Wilk. Vor der Anlage zweigt der Opływ Motławy (Mottlau-Umfluter, bis 1945 Stadtgraben) nach Nordosten ab, während die Motława (Mottlau) sich hinter der Schleuse teilt.

## Geschichte
Bei einer Inspektion der Stadtbefestigung durch die Italiener Jan Battista di Vercelli und Hieronim Ferrery wurde der Zufluss der Mottlau als Schwachstelle erkannt. Der Danziger Stadtrat beauftragte 1619 Wilhelm Jansen Benning und Adrian Olbrants aus Alkmaar (Friesland) mit dem Entwurf einer Schleuse. Die Bauarbeiten wurden von 1622 bis 1623 unter der Leitung des Stadtbaumeisters Hans Strackwitz (auch Hans Strakowski) durchgeführt, dessen Entwürfe nicht zur Ausführung kamen. Die ursprüngliche Hauptschleuse lag im Außengraben und war wahrscheinlich ein hölzernes Bauwerk. In den Jahren von 1649 bis 1650 wurde die steinerne Schleuse innerhalb des Hauptwalles errichtet. Zu ihr führte eine Art Kanalbauwerk, das den Hauptgraben durchquerte. An dessen südlichem Ende wurden in der zweiten Hälfte des 17. Jahrhunderts zur Verteidigung zwei kleine Lünetten errichtet.
Bei einem weiteren Umbau in den Jahren 1710 und 1711 erweiterte Jean Charpentier unter anderem die Lünetten, die „Schweinsköpfe“ genannt wurden. Bei den Belagerungen der Stadt 1734, 1807 und 1813 diente die Schleuse dazu, die Vororte im Osten und Süden der Stadt mit Wasser zu fluten. Kanonen konnten durch das versumpfte Gelände nicht mehr vor die Stadt gebracht werden.

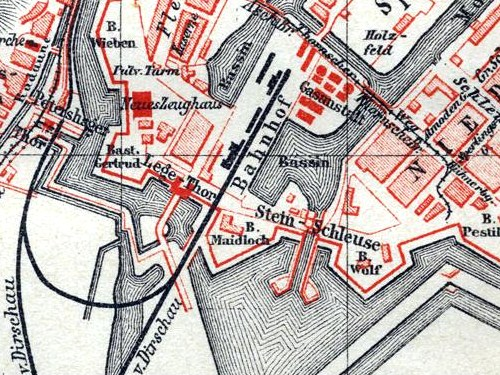
Kartenansicht (1885)

Im Jahr 1806 wurde die Anlage gründlich renoviert. Mitte des 19. Jahrhunderts hatte sie nur noch zwei äußere Torpaare und die Zugbrücke wurde durch ein festes Bauwerk ersetzt. Die Gleise zum Bahnhof Danzig Legetor (polnisch Gdańsk-Kłodno) wurden westlich über den Stadtgraben geführt. Die hölzernen Tore mit den Öffnungsvorrichtungen wurden 1892–1893 durch gusseiserne ersetzt. Am Ende des Zweiten Weltkriegs wurde die Wassermühle zerstört und das Schleusenbauwerk schwer beschädigt.
Die Steinschleuse wurde 1969 in die Nationale Denkmalliste der Woiwodschaft eingetragen. Gegenwärtig dienen zwei innere Stahltore dem Hochwasserschutz der Innenstadt.

## Beschreibung
Die eigentliche Schleuse bestand aus zwei etwa 20 Meter voneinander entfernten Torpaaren, die auch größeren Flussschiffen die Einfahrt ermöglichten. Über ihre Kammer führte eine Zugbrücke. Das Kanalbauwerk ist im Bereich Hauptgraben spitz aufgemauert. Zusätzlich verhindern jeweils zwei steinerne Sperrtürme den Zugang zu diesem Bereich. Wegen ihrer Unzugänglichkeit wurden sie „Jungfrauen“ genannt. Im Bereich der Lünetten bestanden Anleger, die durch zwei Ketten abgesperrt werden konnten. Während Überschwemmungen im Weichsel-Nogat-Delta (Żuławy Wiślane) schützte die Schleuse die Stadt vor Hochwasser. Über die Schleuse konnte zudem der Wasserstand im Hafen und in den Festungsgräben reguliert werden.
Westlich der Schleuse steht die Ruine der mehrgängigen Getreidemühle. Sie hatte einen eigenen Zulauf und diente als Ersatz, wenn im Belagerungsfall der Radaunekanal (Kanał Raduni) abgesperrt war und die Große Mühle kein Mehl mehr mahlen konnte.
Während 1996 der südöstliche Bereich des Umfluters in eine Anlage zur Erholung umgewandelt und die benachbarten Bastionen instand gesetzt wurden, sind die beiden Lünetten der Schleuse von Strauchwerk und Bäumen überwuchert.